# آنا إيشي
آنا إيشي (باليابانية: 石井杏奈؛ بالكانا: いしい あんな) هي راقصة وممثلة يابانية، ولدت في 11 يوليو 1998 في طوكيو في اليابان. من الجوائز التي نالتها Blue Ribbon Award for Best Newcomer ‏ سنة 2016.

## جوائز
- Blue Ribbon Award for Best Newcomer [الإنجليزية]‏ (2016)

## وصلات خارجية
- الموقع الرسمي
- آنا إيشي على موقع IMDb (الإنجليزية)
- آنا إيشي على موقع ميوزك برينز (الإنجليزية)
- آنا إيشي على موقع قاعدة بيانات الفيلم (الإنجليزية)